# Фери бетл
Фери бетл (енгл. Fairey Battle) је био британски лаки бомбардер из почетног периода Другог свјетског рата. Производила га је фабрика Фери (Fairey Aviation Company) од јуна 1937.

## Развој
Бетл ће бити упамћен као борбени авион који је изгледао сјајно кад се појавио, али је неколико година касније претрпио такве губитке у првим борбама да је морао ускоро бити повучен. Није било никаквих лоших страна авиона, осим једне - изузетно слабог одбрамбеног наоружања. Како Бетл није био бржи од противничких ловаца, губици се нису могли избјећи.
Дизајниран као одговор на спецификацију П.27/32 којом је тражен авион који ће да замијени двокрилце Хокер харт и Хокер Хинд, овај самоносећи једнокрилац је носио двострук терет бомби на двоструку удаљеност уз 50% већу брзину него претходници. Био је први авион са новим Мерлин мотором, и ознаке верзија су пратиле верзије мотора (I, II, III).
Први лет прототипа је изведен 10. марта 1936. године, а авион је ушао у серијску производњу у јуну 1937. Произведено је укупно 2,419 авиона.

## У борби
15 ескадрила РАФ-а је опремљено авионом Бетл између маја 1937. и маја 1938. Кад је почео Други свјетски рат око 1000 авиона је било у служби, а неки су извезени у Пољску, Турску и Белгију.
Дана 2. септембра 1939. 10 ескадрила авиона Бетл је прелетјело у Француску као елемент ваздушне нападне групе (Advanced Air Striking Force). Од 10. маја 1940. са почетком напада на западном фронту, авиони су послати у борбе и претрпјели су тешке губитке. При нападу на њемачки мостобран код Седана, 71 авион Бетл је напао а у базу се вратио 31. У току идућих 6 мјесеци сви авиони су замијењени у фронтовским јединицама, а преживјели авиони од 2419 произведених су послати у Канаду и Аустралију као тренажни авиони, или кориштени за вучу мета и разне тестове.

## Карактеристике
Врста авиона: лаки бомбардер
- Посада: 3
- Први лет прототипа: 1936.
- Уведен у употребу: јун 1937.
- Крај употребе: 1949, (1941. као бомбардер)
- Произвођач: Фери (Fairey Aviation Company)

Димензије
- Дужина: 12.85
- Распон крила: 16.46
- Висина: 4.72
- Површина крила: 39.2
- Аеропрофил крила:

Масе
- Празан: 3,015
- Оптерећен: 4,895
- Највећа полетна маса:

Погонска група
- Мотор: један, Ролс-Ројс Мерлин 2 (Rolls-Royce Merlin II), 770 kW, 1,030 КС
- Однос снага/тежина: 157

## Летне особине
- Највећа брзина: 388
- Крстарећа брзина:
- Радијус дејства: 1611
- Највећи долет:
- Оперативни врхунац лета: 7,600
- Брзина пењања: 4.7

## Наоружање
- Стрељачко: један фиксни 0.303 ин (7.7 mm) Браунинг у десном крилу и један 0.303 ин (7.7 mm) Викерс К којим је управљао стрелац из задњег дијела кабине
- Бомбе: до 454 kg у крилним спремиштима бомби